# マルコ・マッツィエーリ
マルコ・マッツィエーリ（Marco Mazzieri、1962年12月20日 - ）は、イタリアのトスカーナ州グロッセート県グロッセート出身の元プロ野球選手。プロ野球監督。

## 経歴

### 現役時代
1980年から、グロッセート・オリオールズでプレーした。
1988年に、第30回IBAFワールドカップのイタリア代表に選出された。
1989年に、第9回IBAFインターコンチネンタルカップのイタリア代表に選出された。
1990年に、第31回IBAFワールドカップのイタリア代表に選出された。
また、同年にチームを退団した。
1991年に、ガルビ・ヴェルディ・カザレッキオへ移籍した。同年限りで、退団した。
1992年に、フォルティチュード・ボローニャへ移籍した。
1993年に、退団した。
1994年に、古巣グロッセート・オリオールズに復帰した。
2000年に、現役引退した。

### 引退後
2001年から、古巣グロッセート・オリオールズでコーチを務める事となった。
2003年に、退任した。
2007年から、イタリア代表の監督を務める事となった。
11月に、第37回IBAFワールドカップのイタリア代表監督を務めた。
2009年3月に、第2回WBCのイタリア代表監督を務めた。
また9月に、第38回IBAFワールドカップのイタリア代表監督を務めた。
2010年7月に、第31回ヨーロッパ野球選手権大会のイタリア代表監督を務めた。この大会では、優勝を果たした。
2011年10月に、第39回IBAFワールドカップのイタリア代表監督を務めた。
2012年9月に、第32回ヨーロッパ野球選手権大会のイタリア代表監督を務めた。この大会では、2大会連続2度目の優勝を果たした。
2013年3月に、第3回WBCのイタリア代表監督を務めた。
2014年9月に、第33回ヨーロッパ野球選手権大会のイタリア代表監督を務めた。
2015年2月17日に、「GLOBAL BASEBALL MATCH 2015 侍ジャパン 対 欧州代表」の欧州代表コーチを務める事が発表された。
11月には、第1回WBSCプレミア12のイタリア代表監督を務める。

## 詳細情報

### 代表歴
- 第30回IBAFワールドカップ・イタリア代表
- 第9回IBAFインターコンチネンタルカップ・イタリア代表
- 第31回IBAFワールドカップ・イタリア代表

### 監督歴
- 第37回IBAFワールドカップ・イタリア代表
- 2009 ワールド・ベースボール・クラシック・イタリア代表
- 第38回IBAFワールドカップ・イタリア代表
- 第31回ヨーロッパ野球選手権大会イタリア代表
- 第39回IBAFワールドカップ・イタリア代表
- 第32回ヨーロッパ野球選権大会イタリア代表
- 2013 ワールド・ベースボール・クラシック・イタリア代表
- 第33回ヨーロッパ野球選手権大会イタリア代表
- 2015 WBSCプレミア12 イタリア代表